# Давыдова, Наталья Анатольевна
Ната́лья Анатольевна Давы́дова (укр. Наталія Анатоліївна Давидова; род. 22 июля 1985, Шерловая Гора, Читинская область, РСФСР) — украинская тяжелоатлетка. Проживает в Чернигове. Заслуженный мастер спорта Украины (2007). Кавалер Ордена княгини Ольги III степени (2008). Аспирантка Черниговского государственного педагогического университета им. Т. Г. Шевченко.

## Олимпиада в Пекине
Заняла третье место на Олимпиаде в Пекине в весовой категории до 69 кг. В рывке Наталья подняла 115 кг, поделив в этой дисциплине второе место с россиянкой Оксаной Сливенко. В толчке Наталья Давыдова подняла 135 кг, что позволило завоевать по сумме двоеборья бронзовую награду. Второе место заняла Сливенко, а чемпионкой стала китаянка Ли Чунхонг с новым мировым рекордом (286 кг в сумме).
17 ноября 2016 года через 8 лет после завершения соревнований решением МОК Наталья Давыдова была лишена бронзовой медали из-за положительной допинг-пробы.

## Достижения
- Бронза, Олимпийские игры 2008 в Пекине, до 69 кг. (в 2016 году лишена этой награды)
- Бронза, Чемпионат мира по тяжёлой атлетике, 2007, Чиангмай, до 69 кг
- Бронза, Чемпионат Европы по тяжёлой атлетике, 2007, Страсбург, до 69 кг
- Серебро, Чемпионат Европы по тяжёлой атлетике, 2006, Владыславово, до 69 кг
- Бронза, Чемпионат Европы по тяжёлой атлетике, 2005, София, до 69 кг.